# Левітан Ісаак Ілліч
Іса́к Іллі́ч Левіта́н (їд. Іцхок Левітан — יצחק לעװיטאַן; 18 (30 серпня) 1860, Кібартай, Волковиський повіт, Сувальська губернія (нині Литва) — 22 липня (4 серпня) 1900, Москва) — литовський російський художник єврейського походження.

## Життєпис
Народився 18 серпня (30 серпня за новим стилем) 1860 в містечку Кібартай (нині Литва) поблизу станції Вержболово в інтелігентній єврейській родині. Дід майбутнього художника був рабином. Батько Ілля Абрамович, продовжуючи сімейну традицію, теж готувався стати рабином, але вибрав світську службу: служив на залізниці — перекладачем, контролером, касиром, був учителем іноземних мов. Він переїхав до Москви, сподіваючись, що там діти (їх було четверо) отримають гіднішу освіту. Це трапилося 1870 року. У Москві Ілля Абрамович перебивався копійчаними уроками, але при цьому з увагою ставився до душевних устремлінь підлітків і не заперечував, коли спочатку старший син, Адольф (Авель), а потім і молодший, Ісак, захотіли навчатися живопису. Так брати опинилися в Московському училищі живопису, скульптури та зодчества. Ісак вступив до училища зовсім юним — у 1873 році.
З цього часу ми можемо простежити його життя досить докладно — завдяки численним спогадам про нього. Про дитинство ж художника, взагалі кажучи, відомо небагато — він не любив згадувати про нього, а листи, з яких ми могли б почерпнути докладніші відомості, були знищені з волі Левітана після його смерті.
Московське училище живопису, скульптури і зодчества в ті роки явним чином протистояло Петербурзькій Академії мистецтв з її прихильністю до класицизму і академізму. Серед найулюбленіших викладачів училища були видатні передвижники — зокрема, О. Саврасов, в пейзажній майстерні якого займався з 1874 року Левітан. Саврасов виділяв Левітана, бачив у ньому величезне дарування. І це при тому, що однокласникам Левітана були К. Коровін, М. Нестеров, А. Архипов, О. Головін та ін — художники, чиї імена склали цілу епоху в історії російського образотворчого мистецтва. Саврасов мусив піти з училища — він страждав алкоголізмом, і з осені 1882 Левітан займався у нового викладача — В. Полєнова, якого художники-початківці теж обожнювали.
Тим часом жив він у ті роки дуже важко. У 1875-му померла його мати, а двома роками пізніше — батько. Левітан залишився без засобів до існування. Йому ніде було прихилити голову, він в буквальному розумінні слова голодував. В училищі його звільнили від плати за навчання, постачали фарбами та іншими художнім приладдям. Деякий просвіт намітився в 1879 році, коли Рада училища призначила Левітану стипендію генерал-губернатора Москви, а П. Третьяков за сто рублів купив його картину «Осінній день. Сокольники». Втім, саме в цей час вибухнуло інше нещастя — після соловйовського замаху на Олександра II усіх євреїв виселили з Москви. Митець жив під Москвою, а на заняття їздив на «чавунці». Ця історія, до речі, повторилася в 1892 році, коли зі столиці вигнали вже не безвісного учня училища живопису і скульптури, а знаменитого пейзажиста. Тоді, на початку 1890-х, знадобилися енергійні зусилля левітанівських друзів, щоб йому дозволили повернутися до столиці.
Підмосковна природа зачарувала Левітана, він працював, не знаючи втоми. Взагалі, Підмосков'я алегорично можна назвати першим коханням художника. Два щасливих літа (1875-76 рр.) він провів у селі Бабкіно, поблизу від Нового Єрусалима. Там, в Бабкіно, жила родина Чехових. Микола Чехов був однокласником Левітана по училищу, він і звів його зі своїми рідними. Саме тоді почалася довга дружба Левітана з письменником А. П. Чеховим.
Училище художник залишив у 1884, отримавши диплом некласного художника, що давало лише право бути вчителем малювання. Причини цього називаються різні: одні кажуть, що це сталося через «невідвідування класів»; інші стверджують, що в цьому виразилося досить поблажливе ставлення до самого жанру пейзажу, як до чогось другорядного і не гідного високої оцінки. Останнє дуже ймовірно — в умовах тодішнього панування «викривального» напряму в живопису (і в мистецтві взагалі).
У цей час сталося зближення Левітана з Савою Мамонтовим і заснованим ним у його садибі Абрамцево художнім гуртком. Для тільки що відкритої Приватної опери знаменитого мецената Левітан виконав кілька декорацій — до опер «Життя за царя» Глинки, «Снігуронька» Римського-Корсакова і «Русалка» Даргомижського (частина з них — за ескізами Полєнова та В. Васнецова). Втім, остаточно своїм у абрамцевскому гуртку художник не став, та й театральна робота його, природженого станковіста, не захопила. Але зароблені гроші дозволили Левітану здійснити в 1886 році перше далеку подорож — до Криму. До цього Левітан писав тільки в Підмосков'ї. Після цієї поїздки в його живопису з'явилися нові барви.
Наступний, 1887-й, рік виявився рубіжним у долі живописця. Він вперше зустрівся з Волгою, що стала величезною темою його творчості. Чотири літа поспіль він провів на Волзі у місті Пльос. Їздив він на Волгу не один, а з С. П. Кувшинниковою, художницею, музиканткою, актрисою і просто оригінальною, досить екстравагантною жінкою, чий московський салон відвідували багато знаменитостей. Майже вісім років вони провели разом — цей романтичний епізод життя Левітана в досить шаржованому вигляді відображено в оповіданні Чехова «Стрибуха», що викликало після публікації скандал і привіло до короткочасного охолодження відносин між письменником і художником.
За роки, проведені з Кувшинниковою, Левітан створив безліч своїх знаменитих картин, утвердившись у ролі провідного російського живописця. У 1894 році він розлучився з Софією Петрівною, кинувшись з головою в новий роман — з А. М. Турчаниновою. Роман ускладнився тим, що в художника пристрасно закохалася її старша дочка; скінчилося все тим, що в 1895 році Левітан стрілявся.
Він був складною людиною, легко впадав у гнів, у відчай, у страшну нудьгу, у каяття, це була не перша в його долі спроба кінчати життя самогубством. «Захандрив без міри і межі, захандрив до дуру, до жаху», — писав він в одному з листів того часу.
Тим часом слава Левітана росла. Його картини справно купував П. Третьяков, в 1891 році він став членом Товариства пересувних виставок, в 1897 році — членом мюнхенського Сецесіону, в 1898 році — академіком живопису і викладачем рідного Училища живопису, скульптури та зодчества (серед його учнів був обдарований, але рано загиблий Микола Сапунов). У 1890-ті роки він здійснив декілька подорожей по Європі. Левітан пильно стежив за новітніми художніми течіями, на схилі років зблизився з новонародженим «Світом мистецтва» і з його лідерами С. Дягілєвим і О. Бенуа.
Але життя вже не залишалося. Він хворів все сильніше, серце відмовлялося служити. Ще в 1896 році Чехов відзначив у щоденнику: «У Левітана розширення аорти. Носить на грудях глину. Чудові етюди й пристрасна жага життя». За кілька місяців до смерті сам художник писав Марії Павлівні, сестрі Чехова (між ними свого часу теж сталося щось подібне до напівроману): «Марі! Як страшно вмирати і як болить серце!» Йому здавалося, що він зрозумів щось важливе в житті і тепер зможе писати зовсім по-іншому. 22 липня (4 серпня за новим стилем) 1900 року Левітан помер.

## Деякі роботи

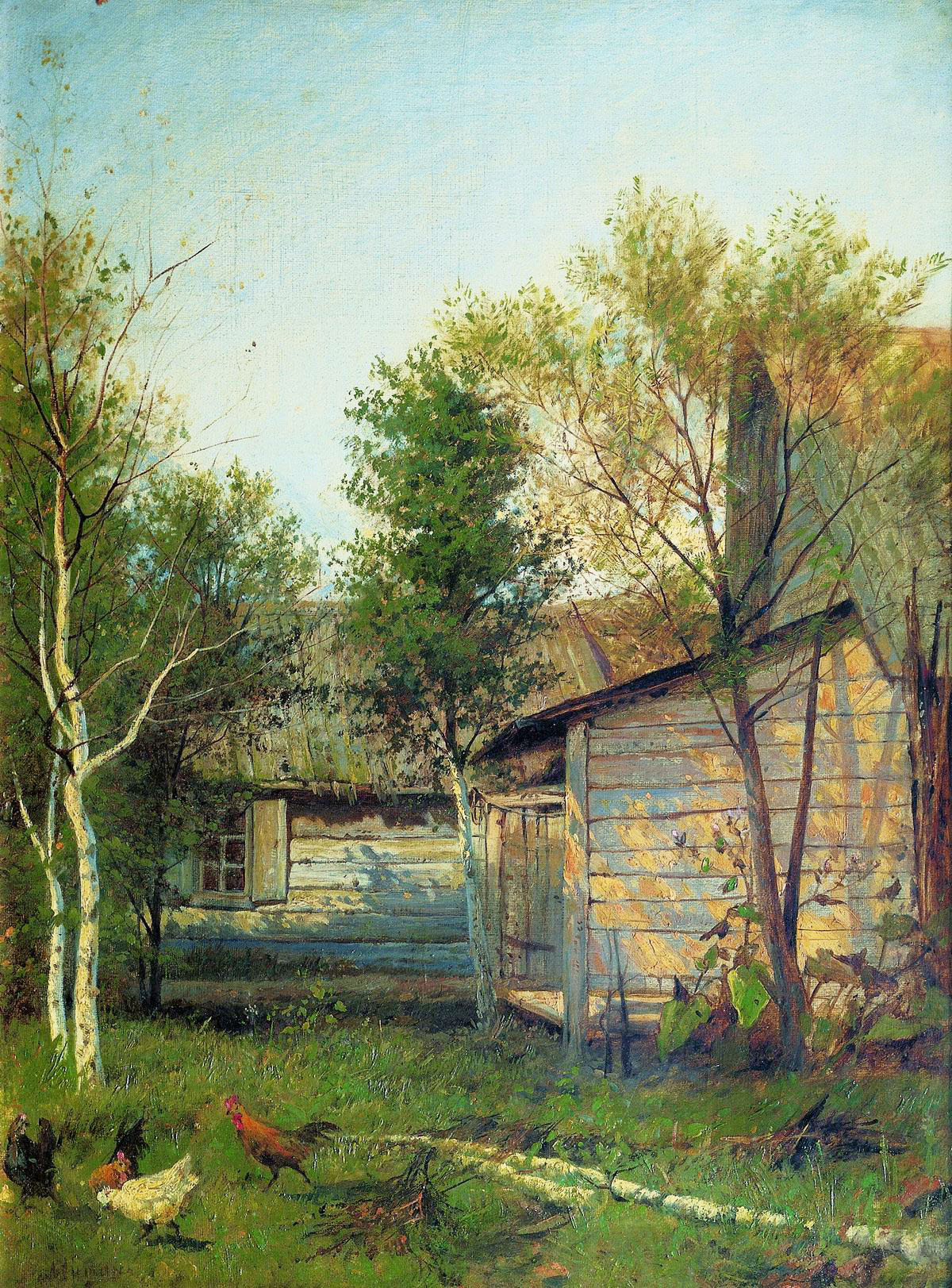
Сонячний день. Весна, 1876
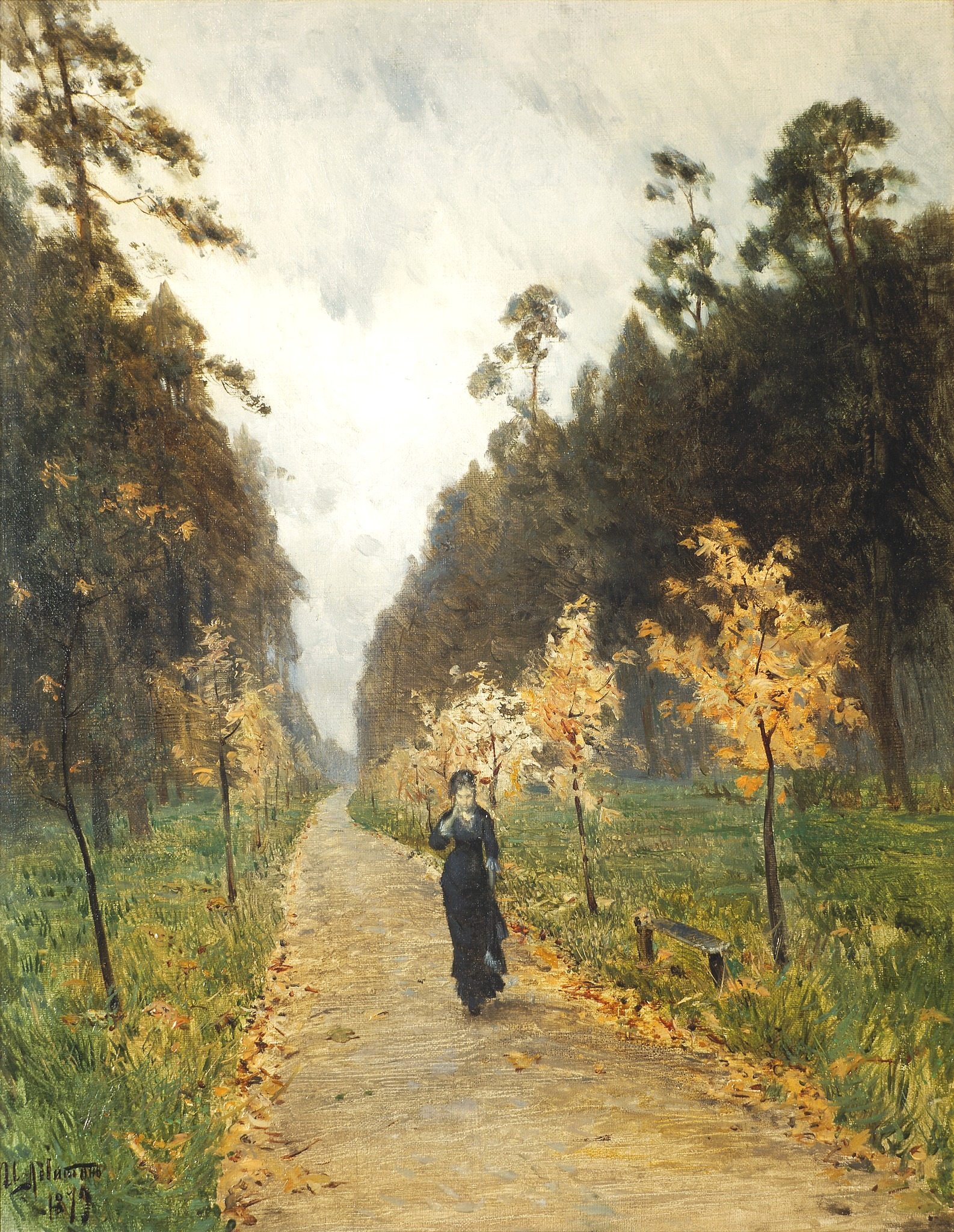
Осінній день. Сокольники, 1879
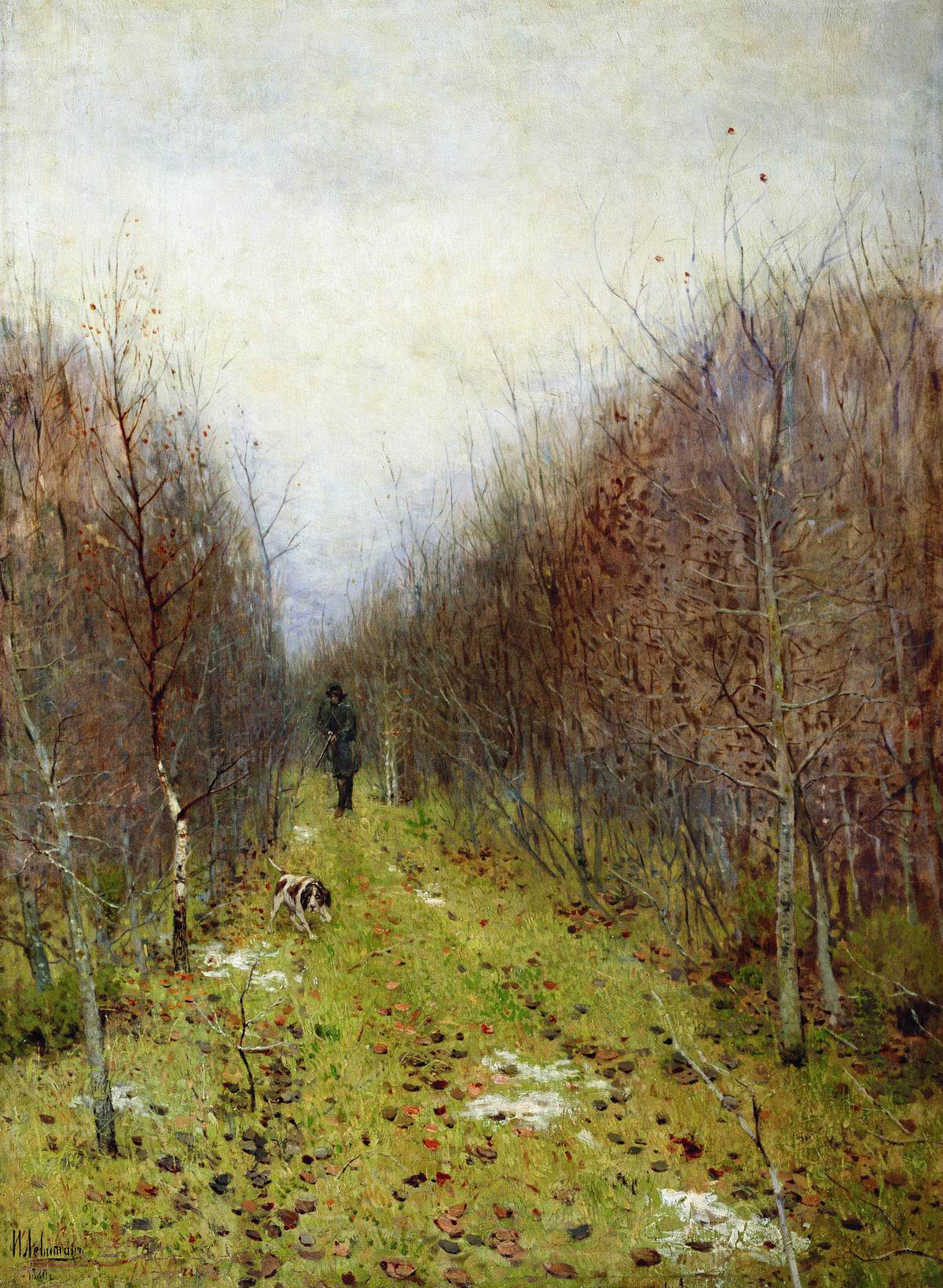
Осінній пейзаж, 1880
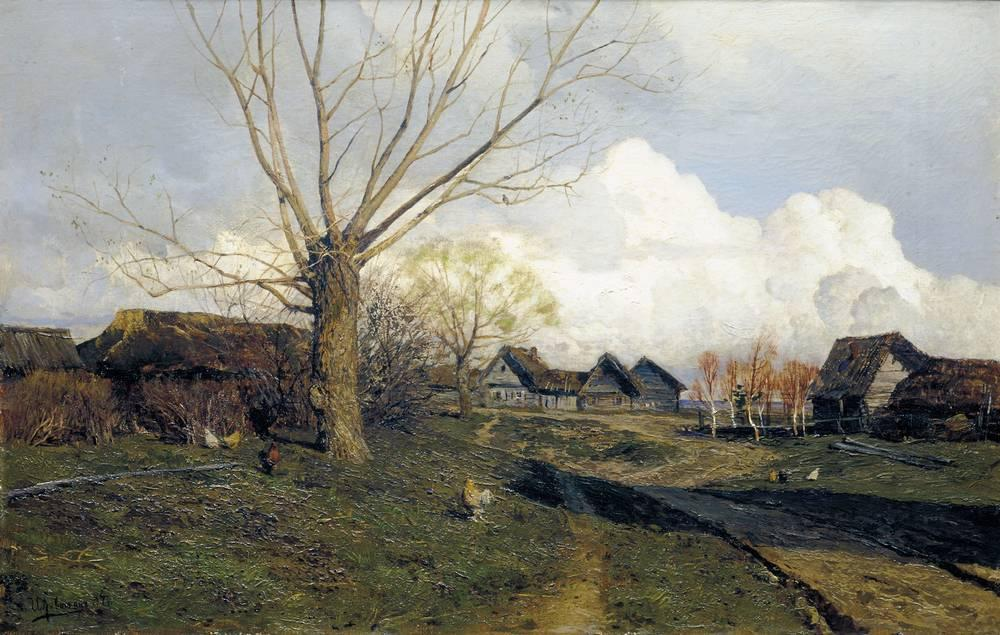
Савинська слобода біля Звенигорода. 1884
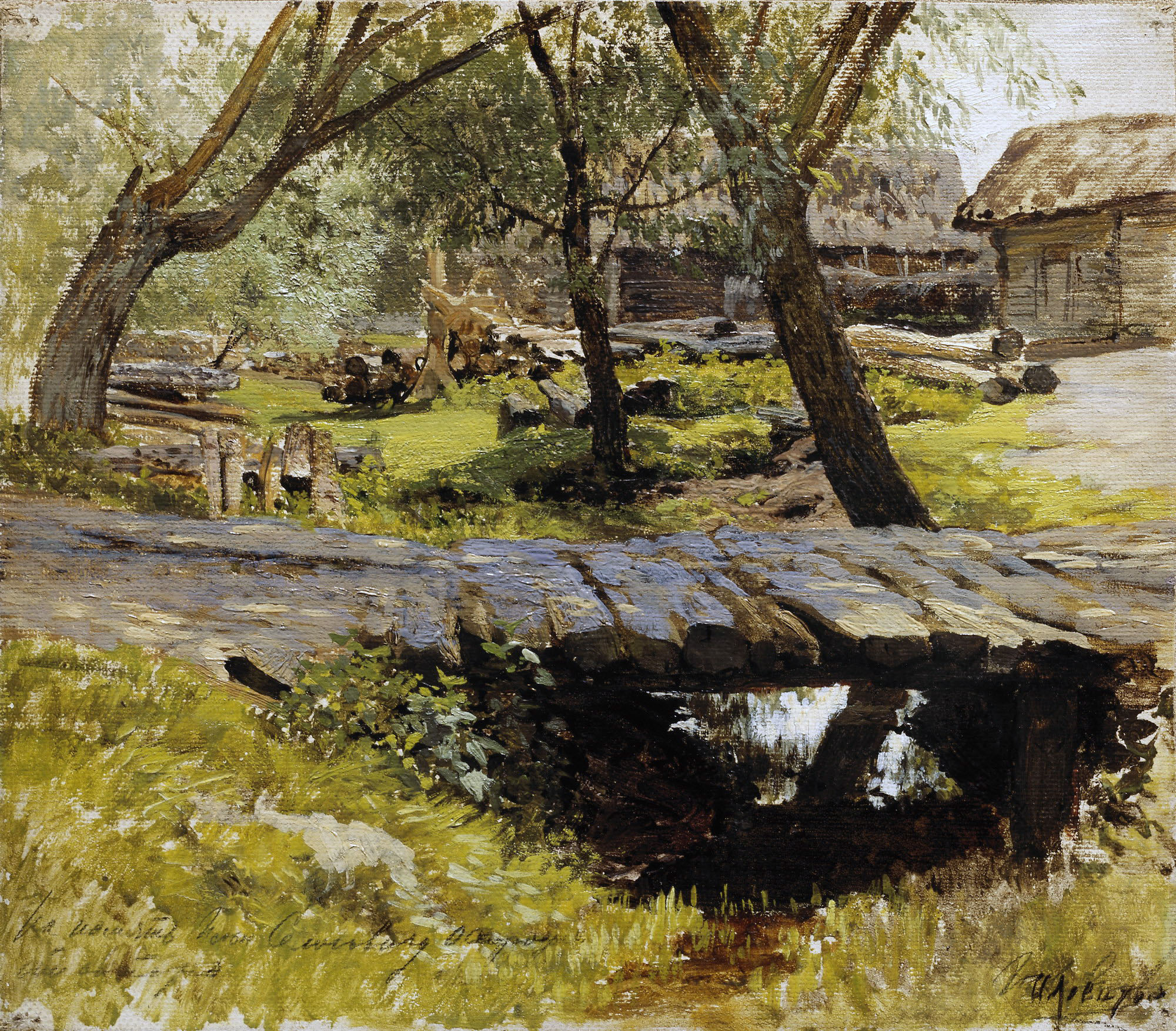
Міст. Савинська слобода
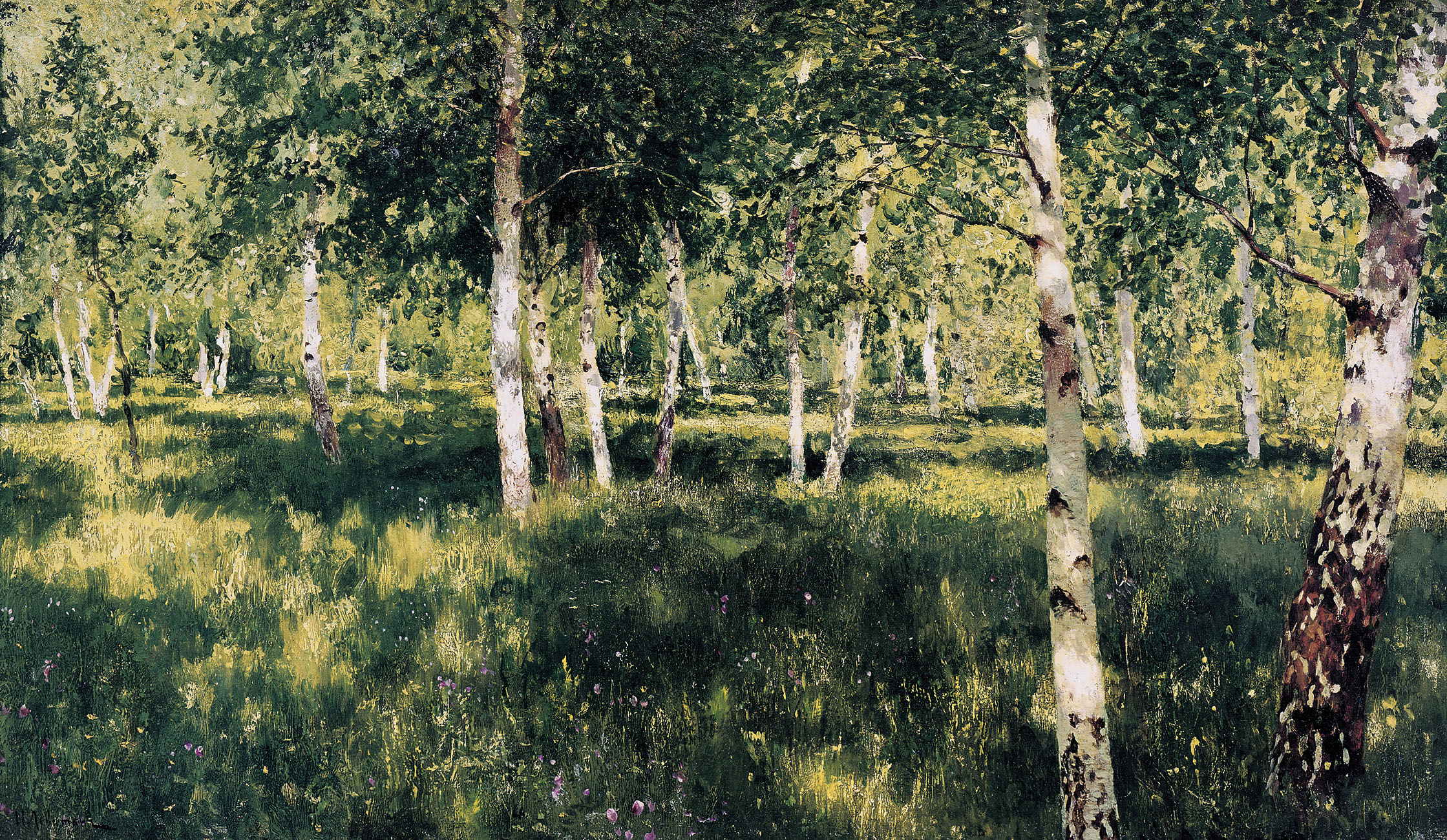
Березовий гай, 1885-1889
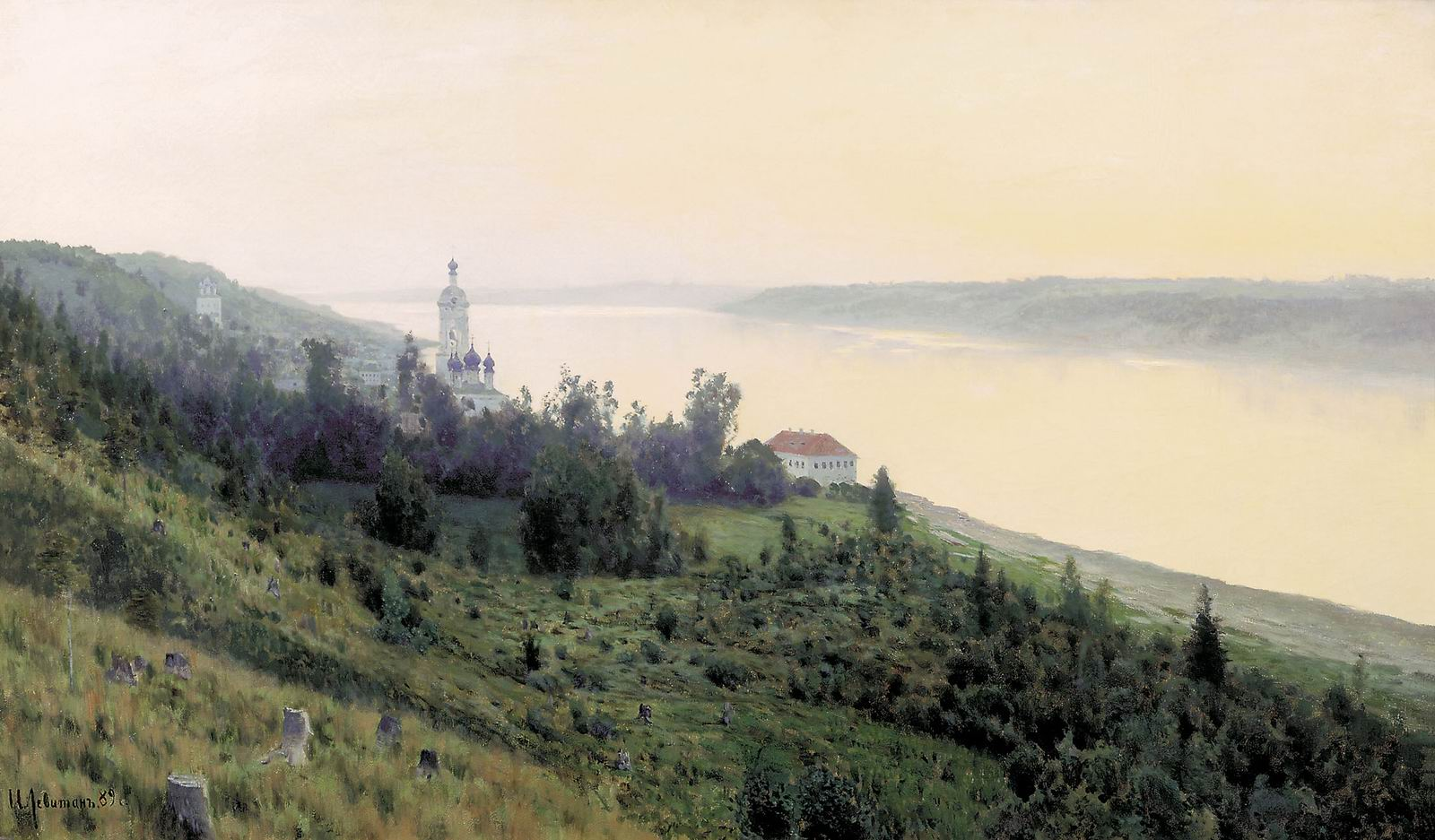
Вечір. Золотий Пльос, 1889
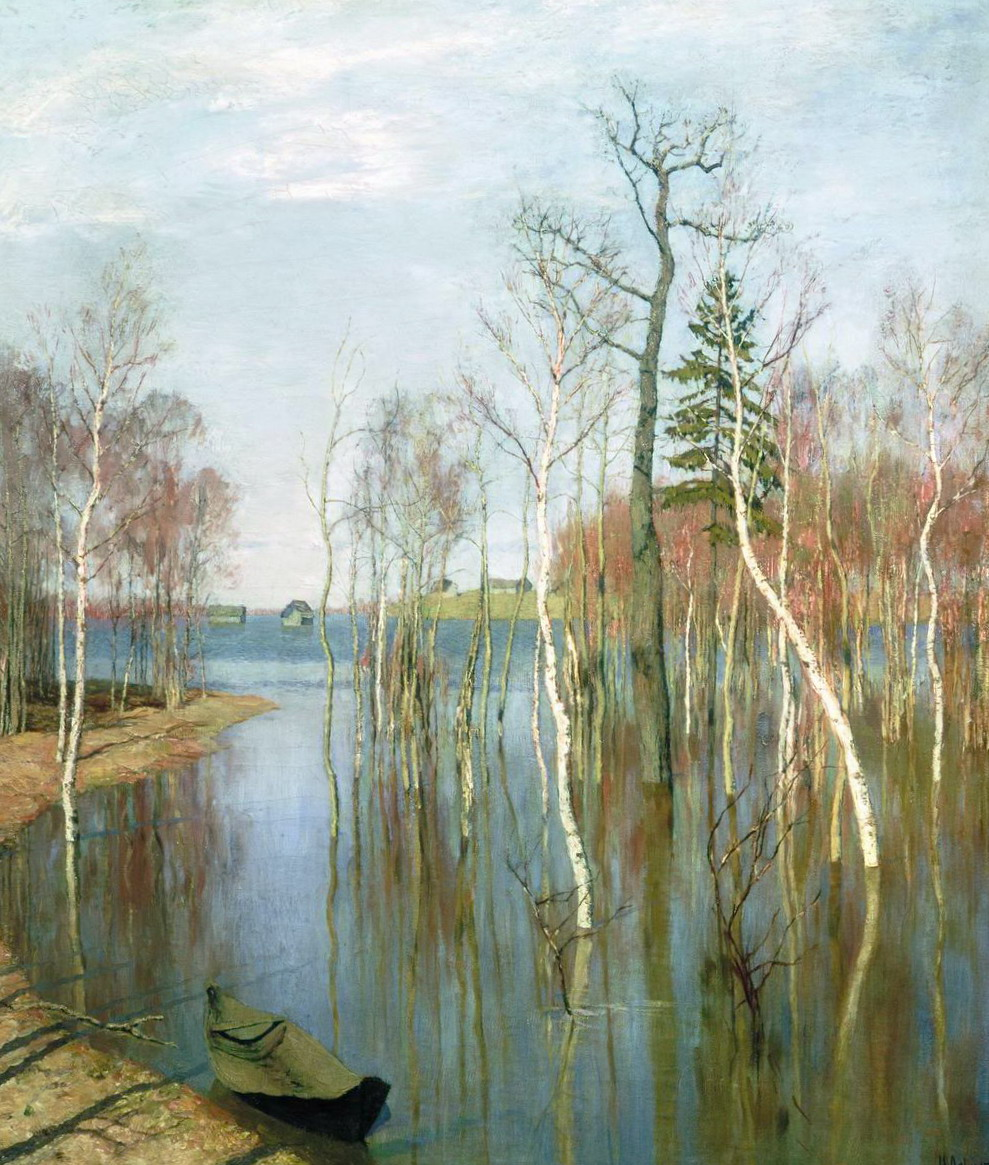
Весна. Велика вода
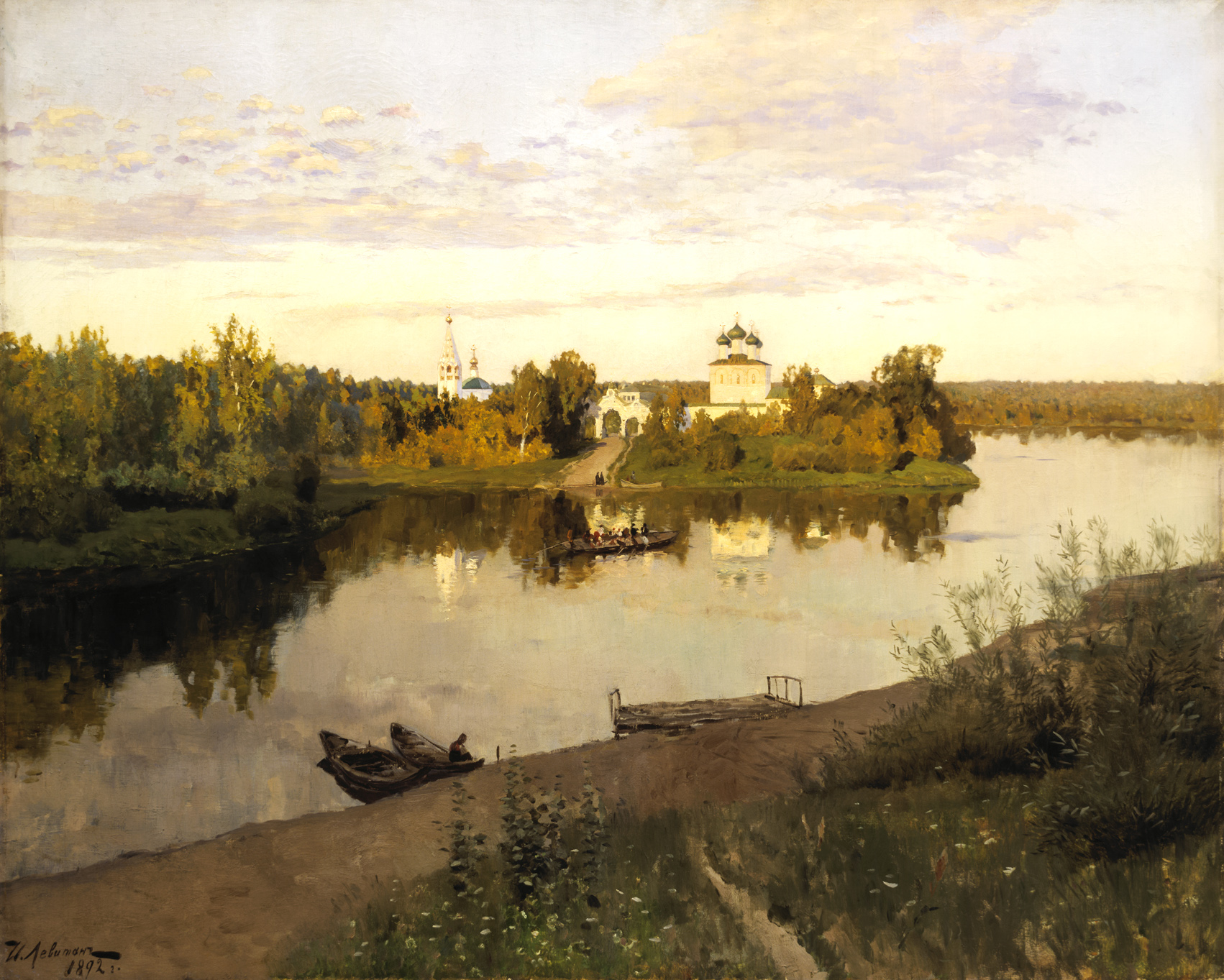
Вечірні дзвони, 1892
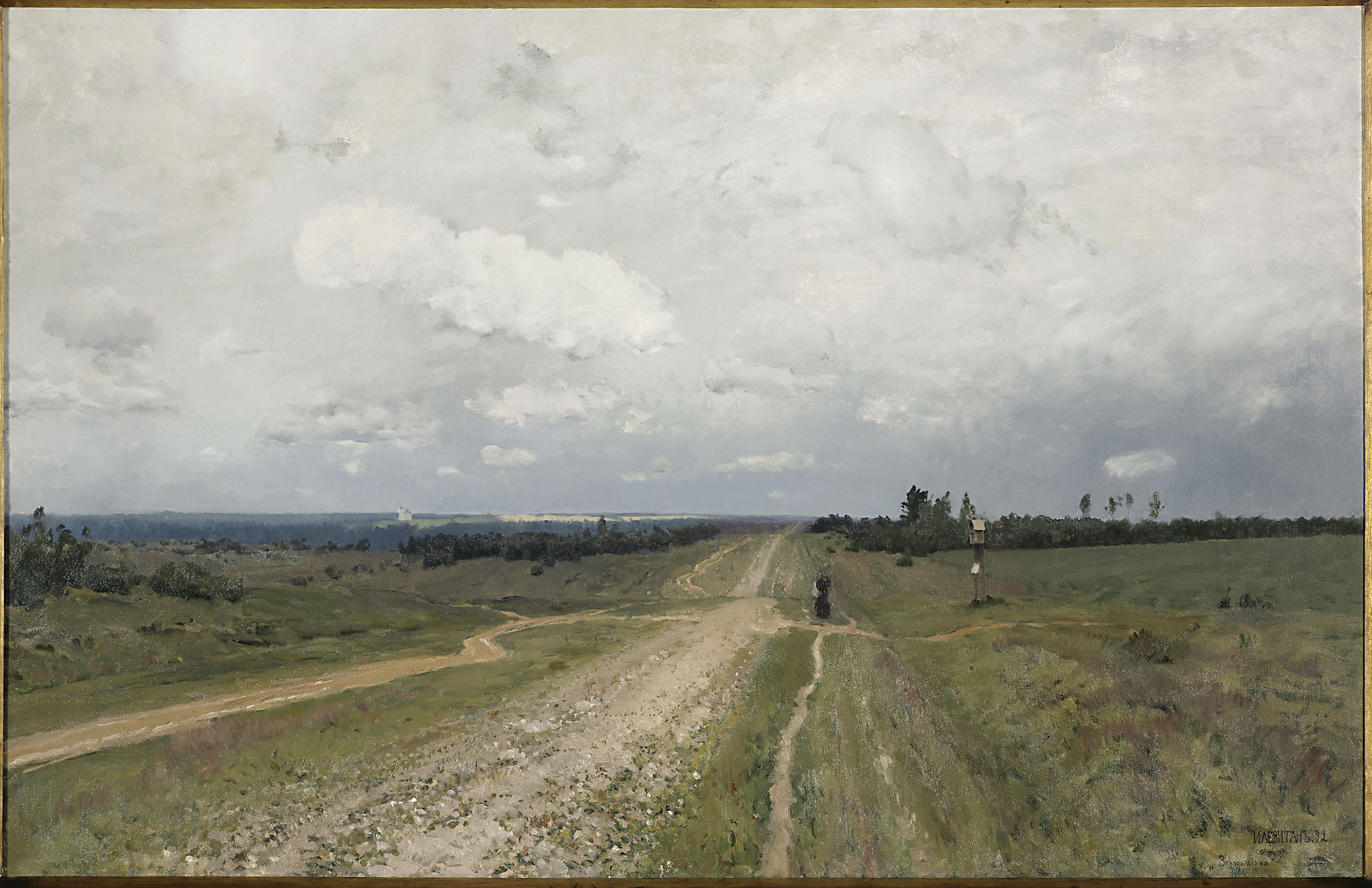
Владимирка, 1892
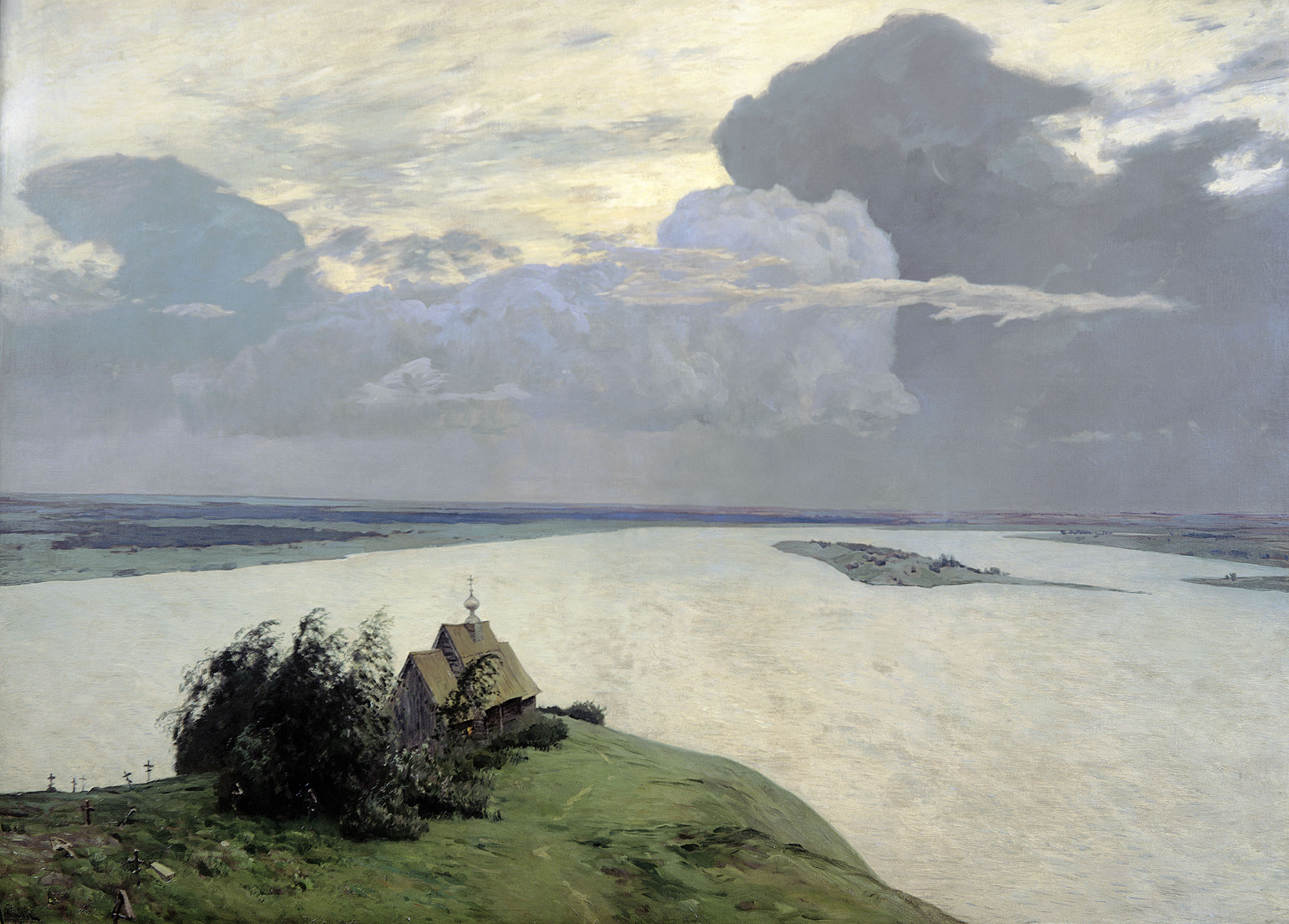
Над вічним спокоєм, 1894
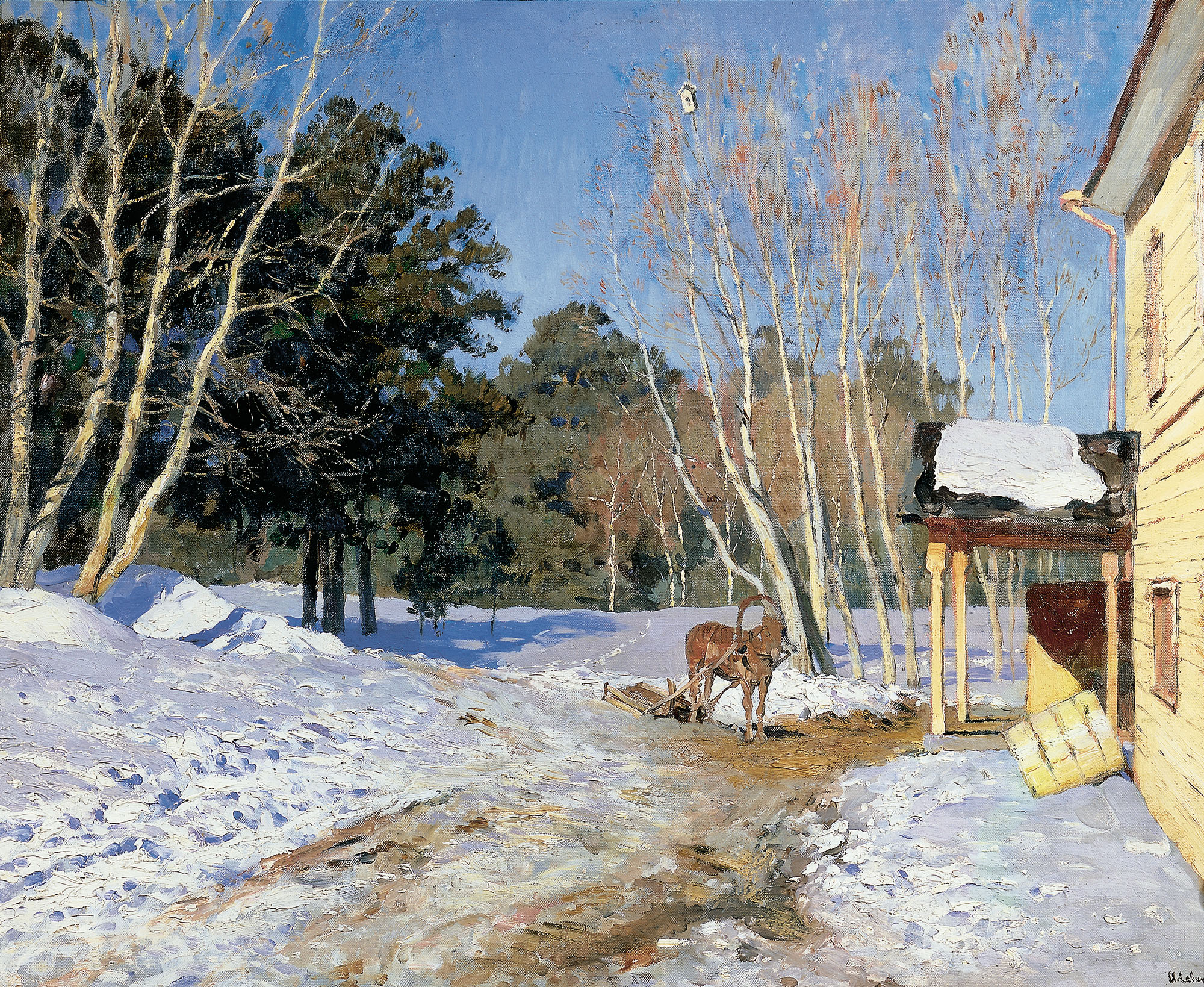
Березень, 1895
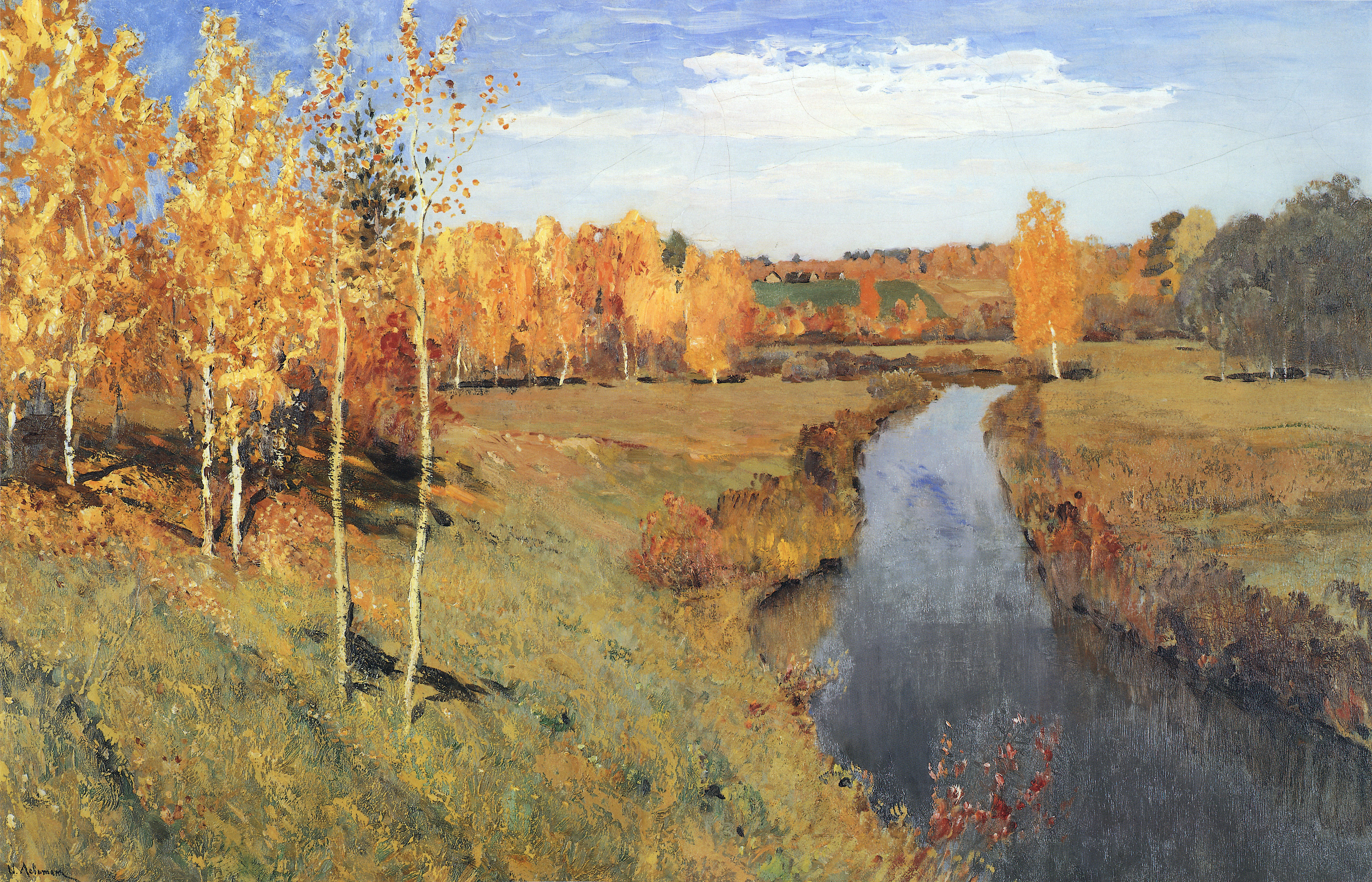
Золота осінь, 1895
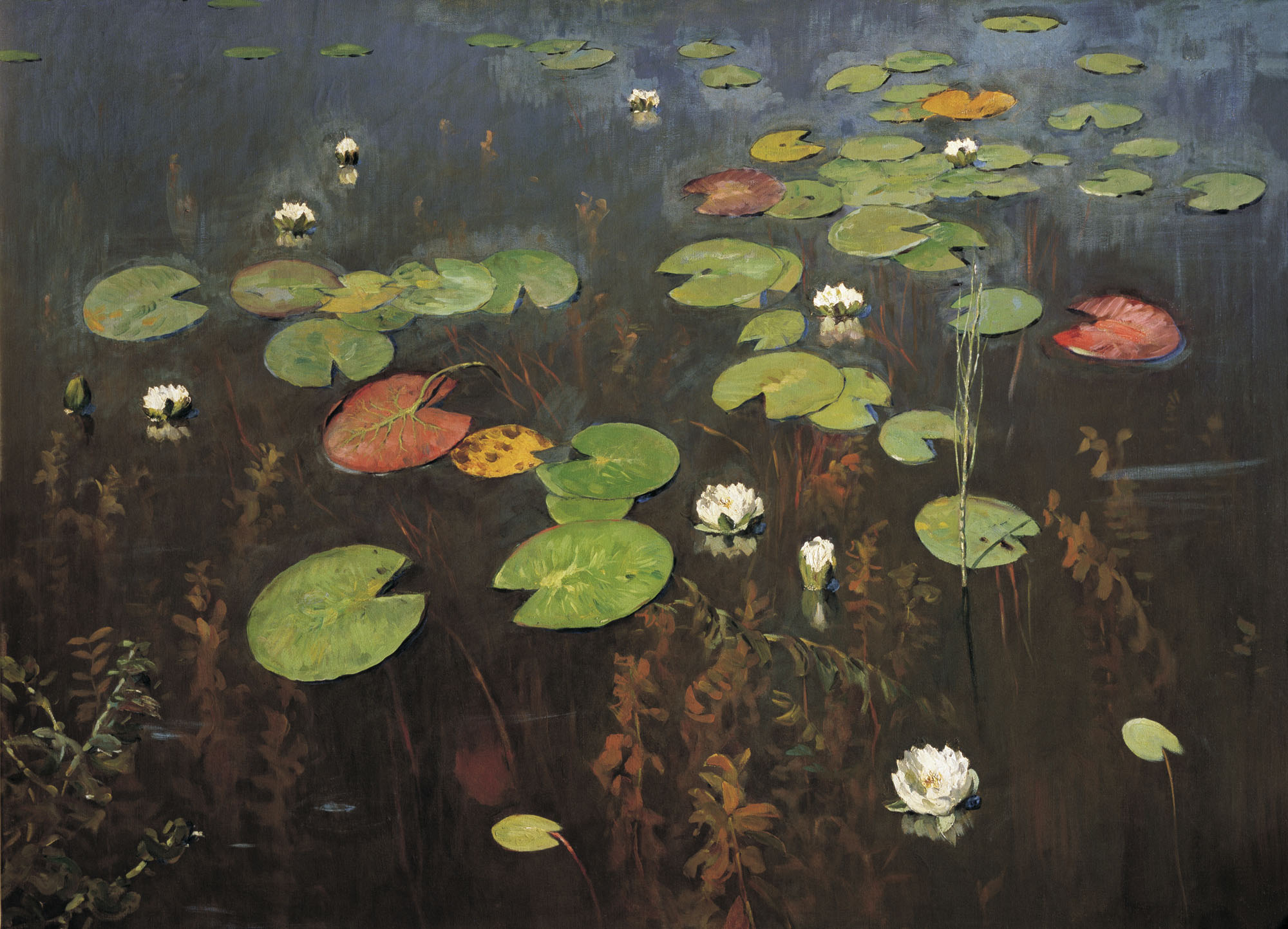
Водяні лілеї, 1895
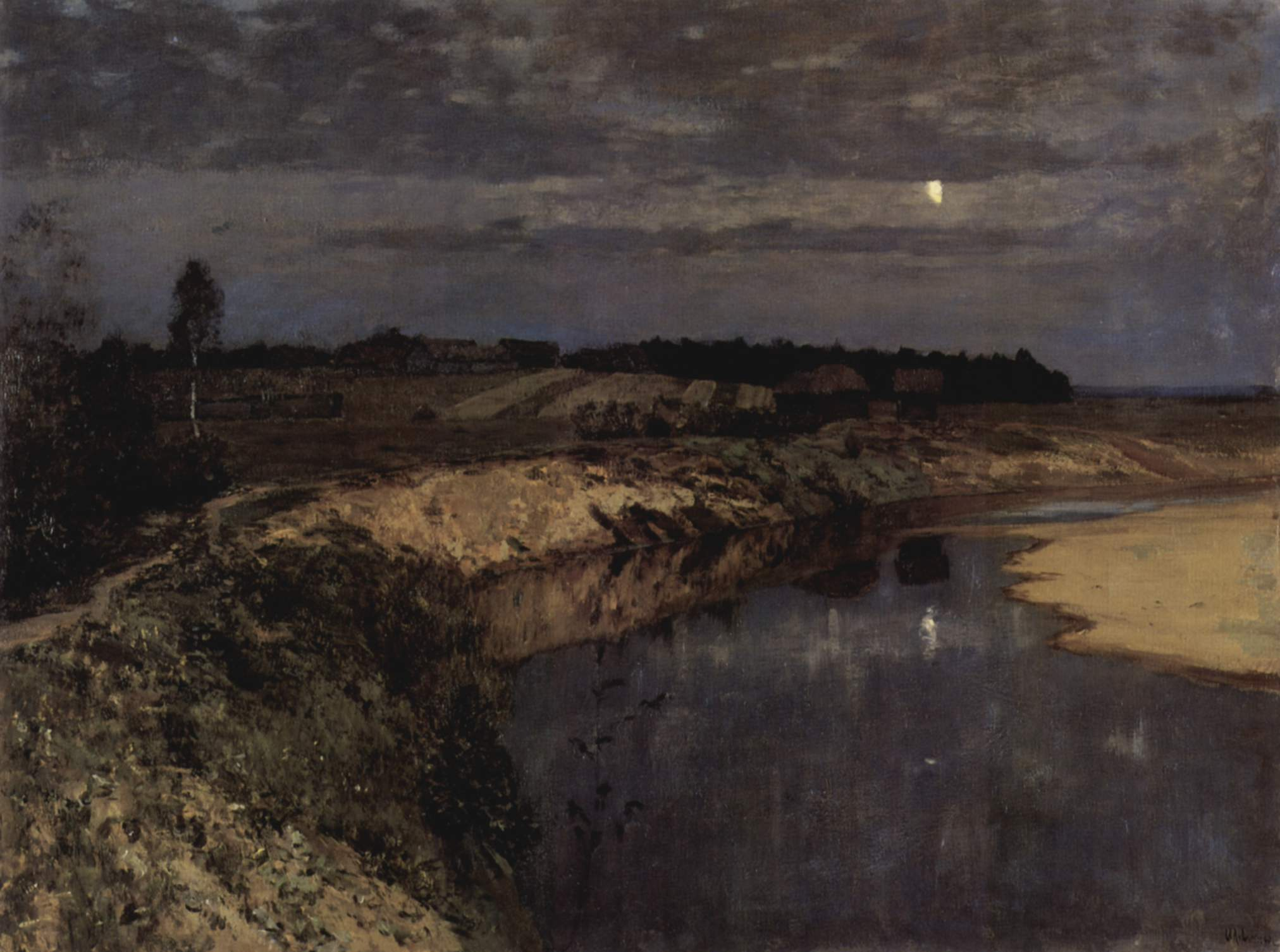
Тиша, 1898
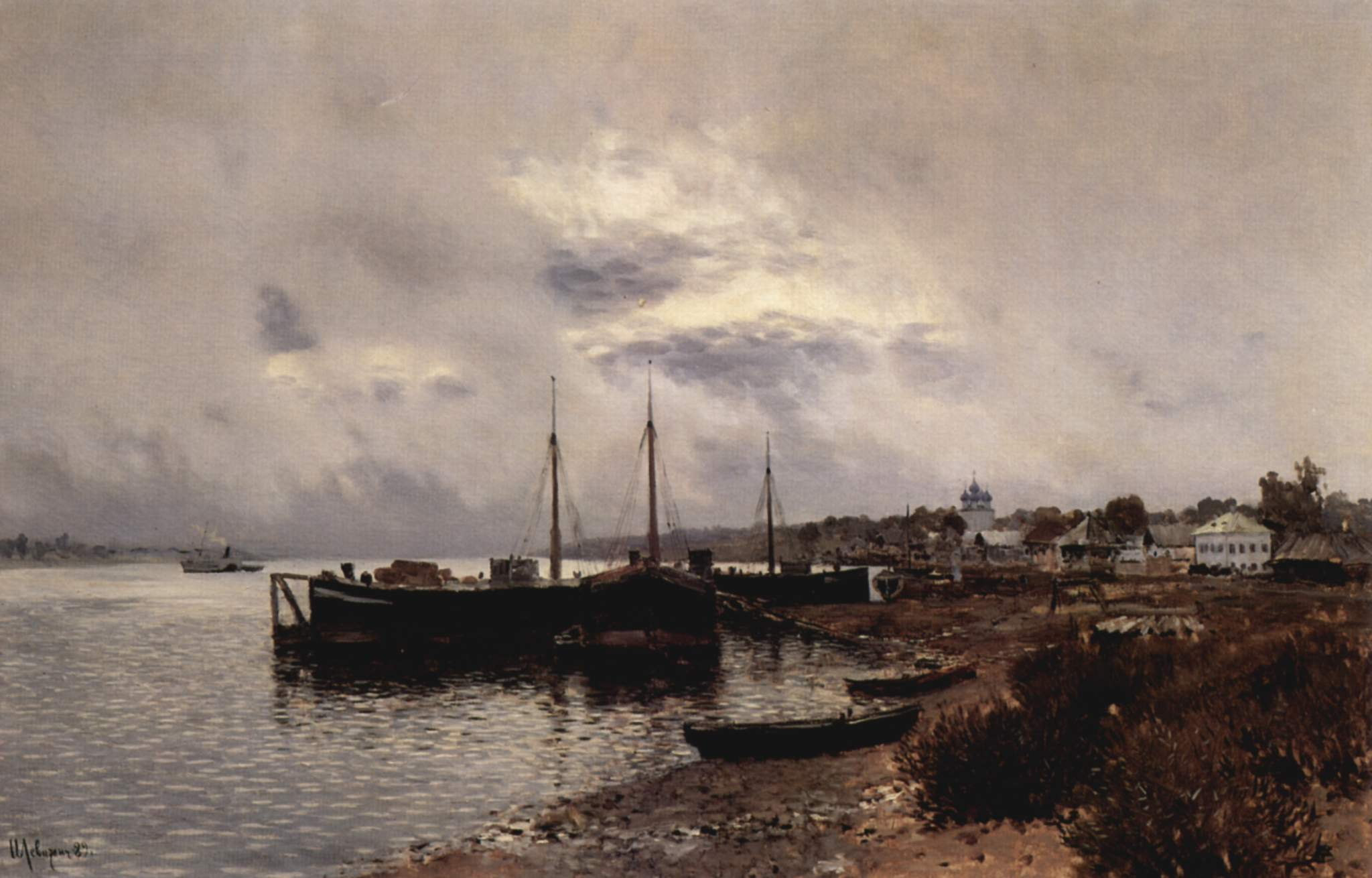
Після дощу. Пльос, 1889
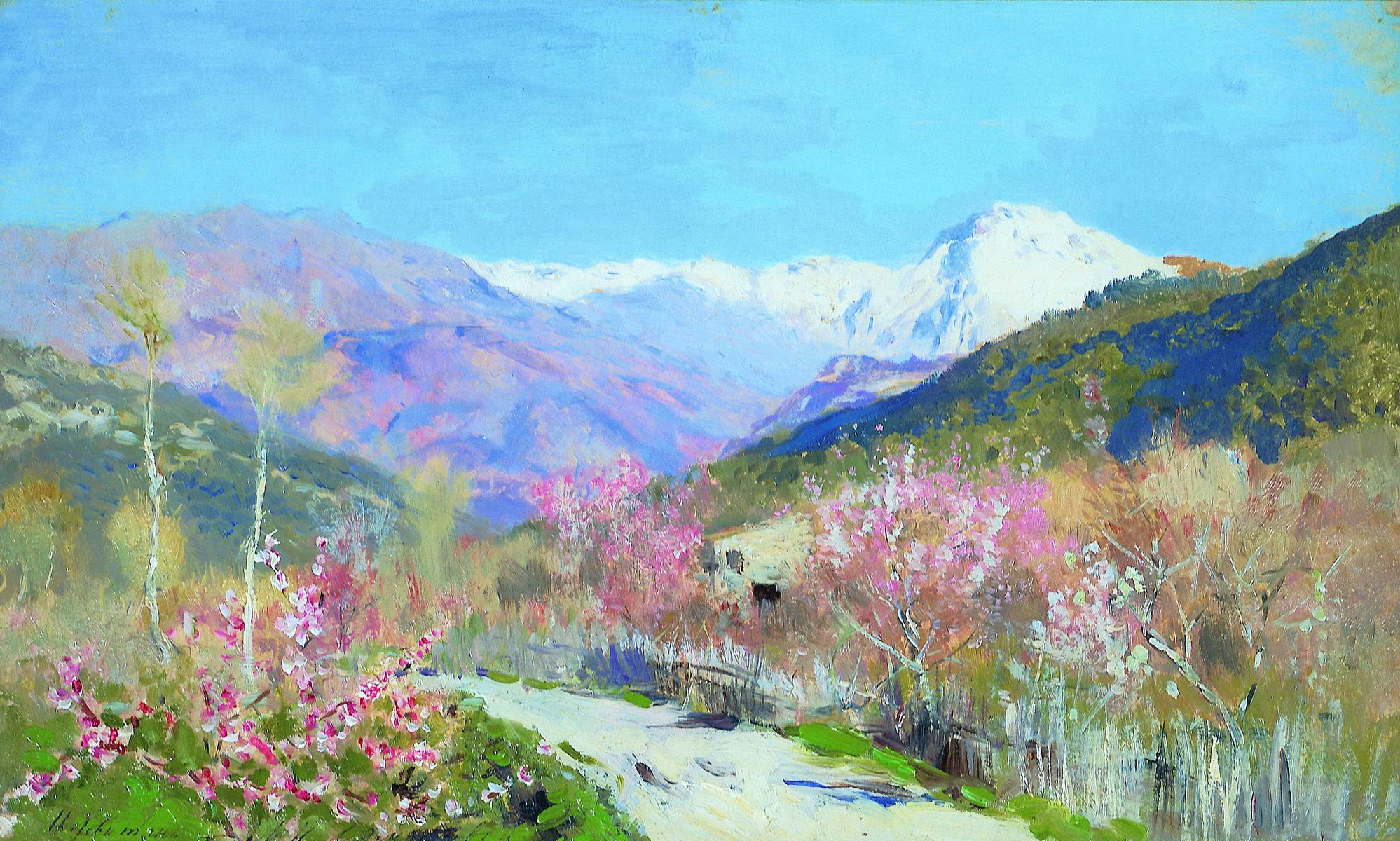
Весна в Італії, 1890
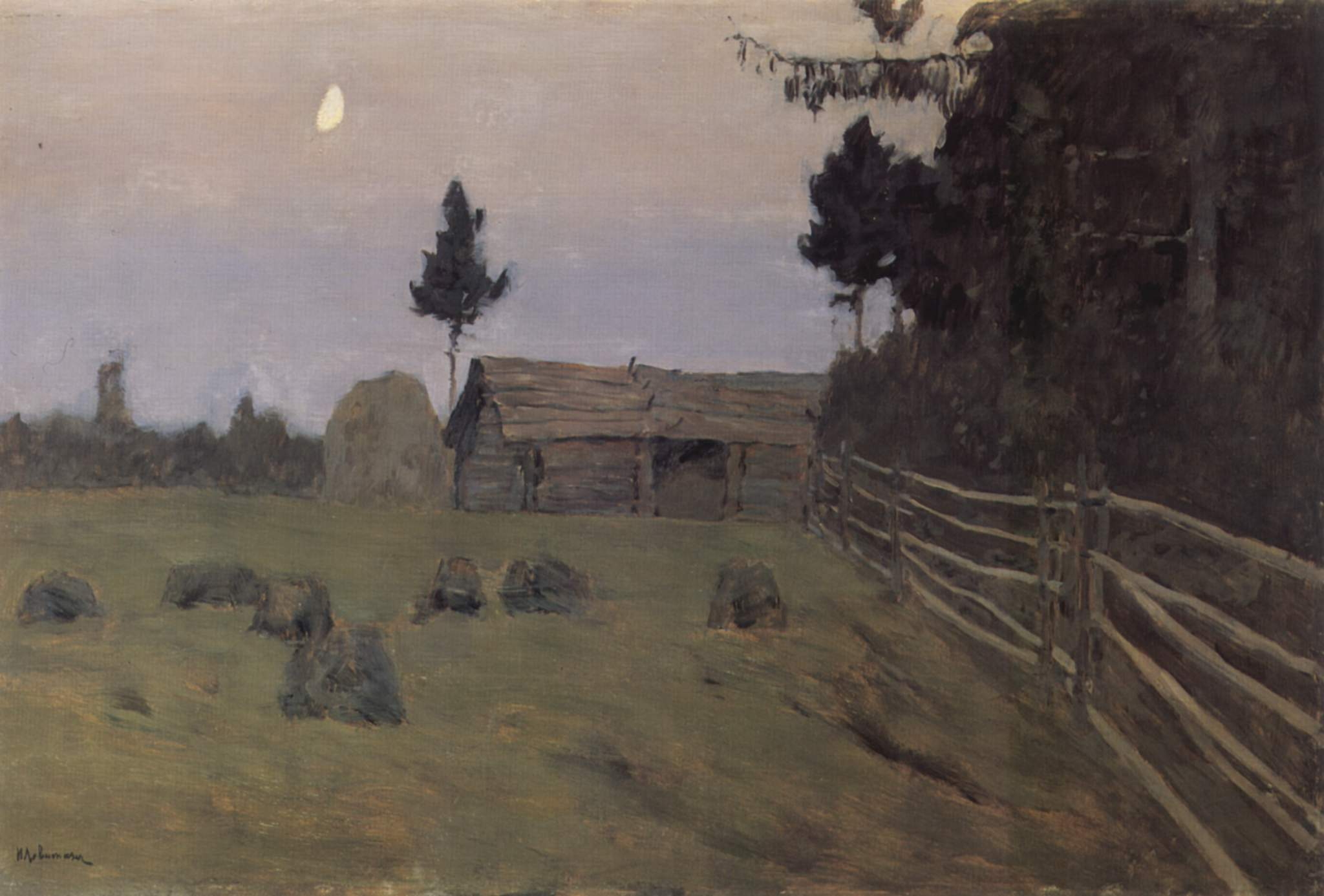
Захід, 1900
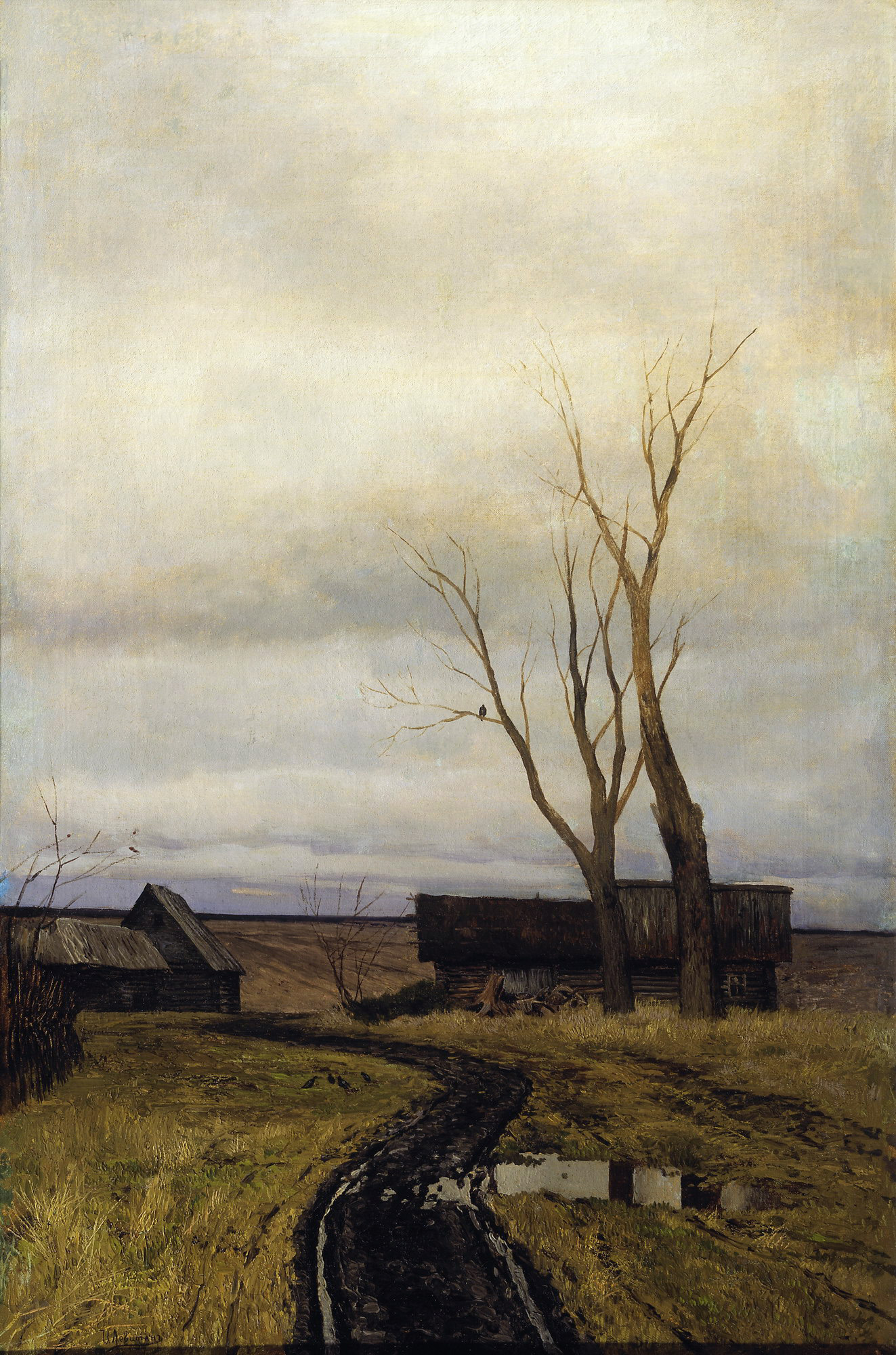
Осінь. Дорога в селі, 1877
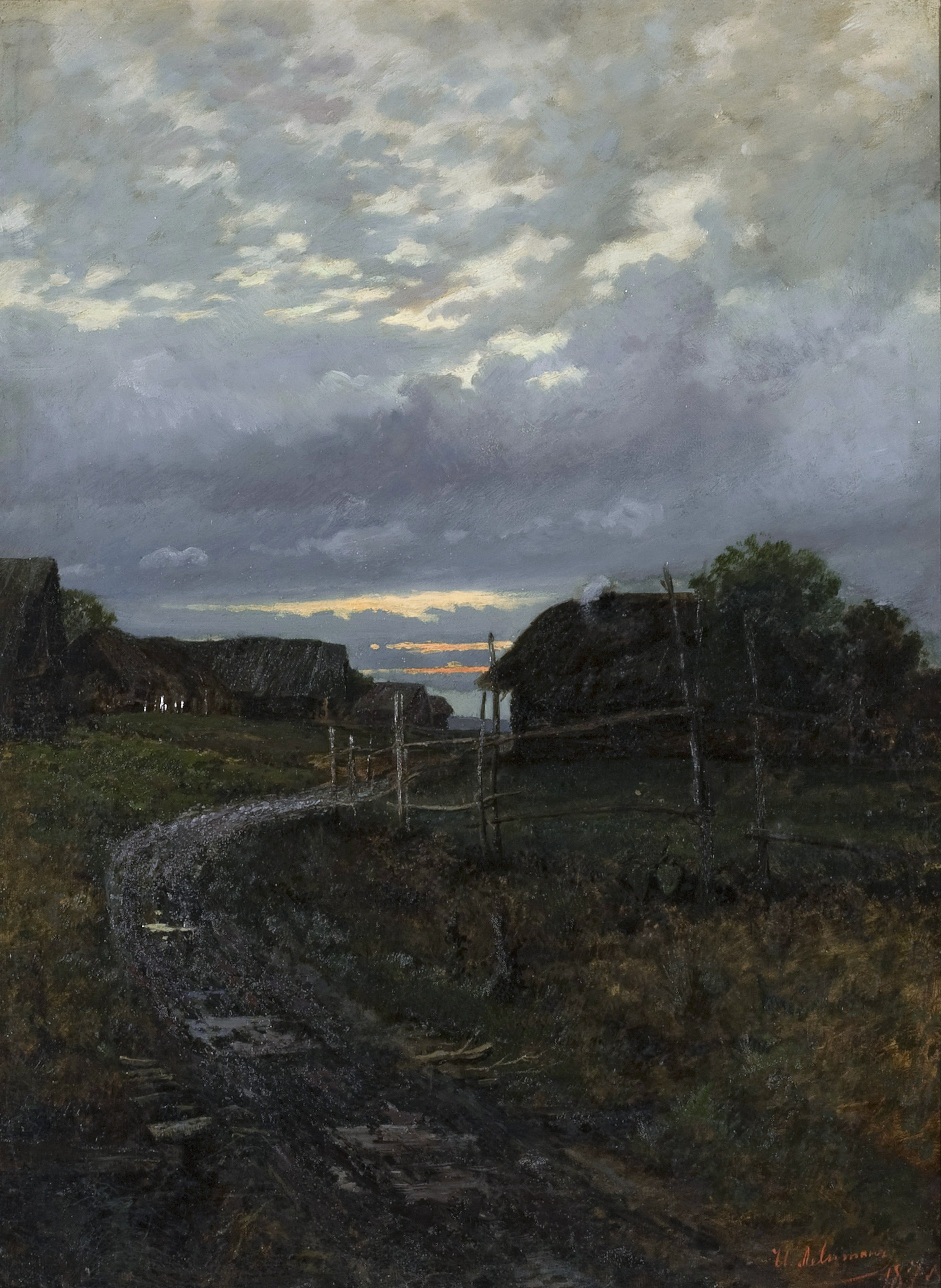
Вечір, 1877
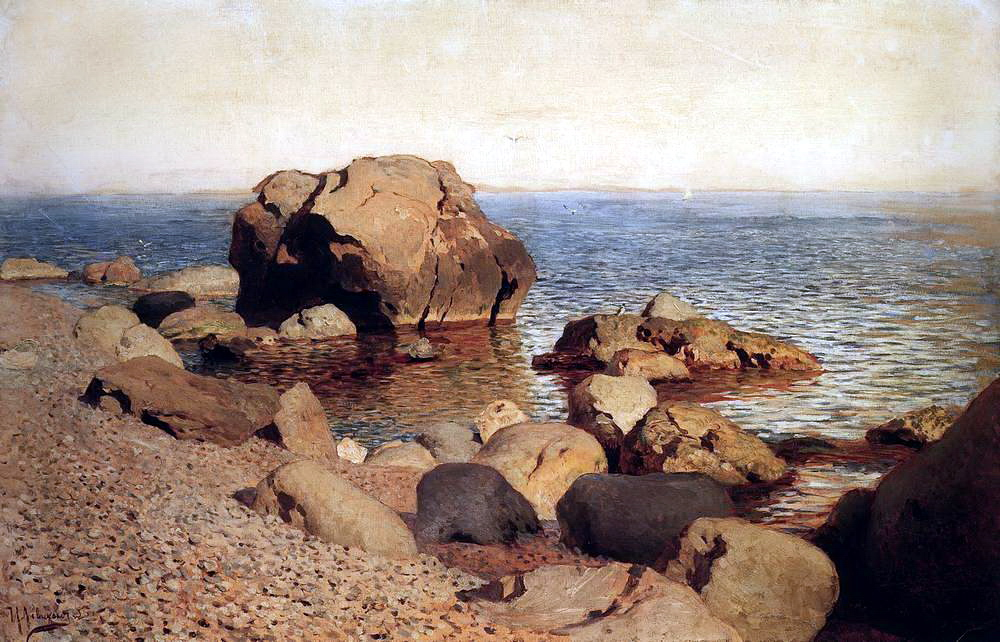
Біля берега моря, Крим, 1886
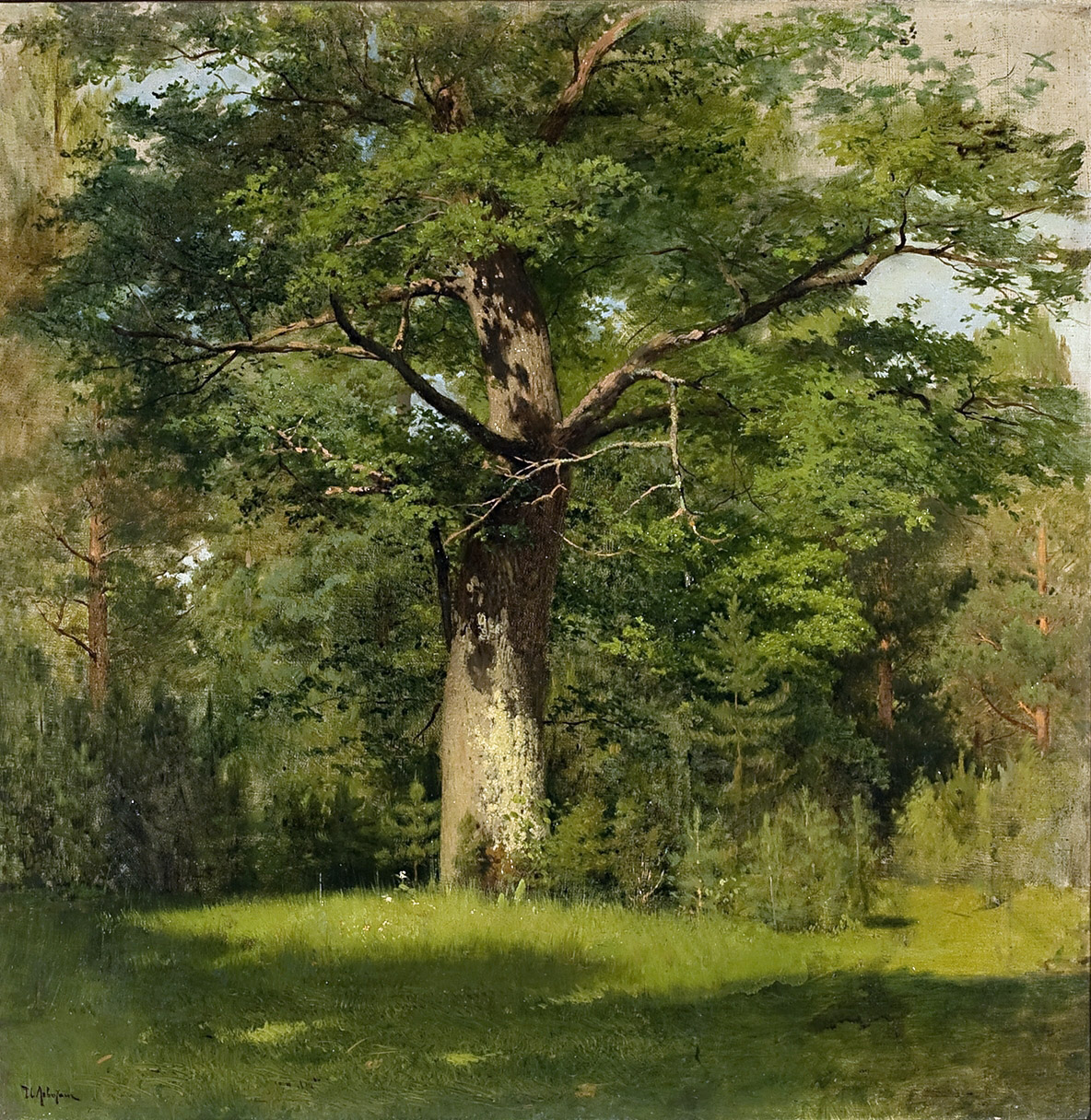
Дуб, 1880-ті